# Apostolska nunciatura v Združenem kraljestvu
Apostolska nunciatura v Združenem kraljestvu je veleposlaništvo Svetega sedeža v Združenem kraljestvu, ki ima sedež v Londonu; ustanovljena je bila 21. novembra 1938. Trenutni apostolski nuncij je Miguel Maury Buendía.

## Seznam apostolskih nuncijev
- Ferdinando d'Adda (3. marec 1687–13. februar 1690)
- William Godfrey (21. november 1938–10. november 1953)
- Gerald Patrick Aloysius O'Hara (8. junij 1954–16. julij 1963)
- Igino Eugenio Cardinale (4. oktober 1963–19. april 1969)
- Domenico Enrici (26. april 1969–16. julij 1973)
- Bruno Bernard Heim (16. julij 1973–1985)
- Luigi Barbarito (21. januar 1986–31. julij 1997)
- Pablo Puente Buces (31. julij 1997–23. oktober 2004)
- Faustino Sainz Muñoz (11. december 2004–5. december 2010)
- Antonio Mennini (18. december 2010–6. februar 2017)
- Edward Joseph Adams (8. april 2017–31. januar 2020)
- Claudio Gugerotti (4. julij 2020–21. november 2022)
- Miguel Maury Buendía (13. april 2023–danes)